# Ulrich Ramsauer
Ulrich Ramsauer (* 11. März 1948 in Oldenburg) ist ein deutscher Jurist. Er war von 1976 bis 2013 als Richter in der Hamburgischen Verwaltungsgerichtsbarkeit tätig, zuletzt als Vorsitzender Richter am Hamburgischen Oberverwaltungsgericht. Nach einem Ruf an die Universität Hamburg war er ab 1981 dort zugleich Professor für öffentliches Recht und seit 2008 geschäftsführender Direktor des Seminars für Verwaltungslehre. Seit seiner Pensionierung arbeitet er als Of Counsel und Rechtsanwalt auf den Gebieten des Umwelt- und Planungsrechts.

## Leben
Ramsauer studierte Rechtswissenschaften an der Eberhard Karls Universität Tübingen und der Universität Hamburg. In Tübingen wurde er Mitglied der Studentenverbindung AV Igel.  Nach dem Abschluss des Referendariats in Hamburg wurde er 1976 zunächst Richter am Verwaltungsgericht Hamburg. 1980 promovierte er in Hamburg mit einer Arbeit zum Thema „Die faktischen Beeinträchtigungen des Eigentums“. Ein Jahr später folgte er einem Ruf auf eine Professur für Öffentliches Recht an der Universität Hamburg mit einem halben Lehrdeputat unter Beibehaltung des Richteramtes, für das er auf eine halbe Stelle wechselte; diese Doppelfunktion behielt er bis zu seiner Pensionierung 2013 bei. Ab 1986 war er Richter am Hamburgischen Oberverwaltungsgericht; 1989 wurde er Vorsitzender Richter am Verwaltungsgericht. Im Jahr 2008 übernahm er den Vorsitz des für das Umweltrecht zuständigen 5. Senats des Hamburgischen Oberverwaltungsgerichts. Nach seiner Pensionierung im Jahr 2013 wurde er Rechtsanwalt und ist seither als Of Counsel für die Rechtsanwaltssozietät Görg in Hamburg tätig.
Ramsauer gehört zu den Gründungsmitgliedern der Forschungsstelle Umweltrecht der Universität Hamburg, dessen Direktorium er nach wie vor angehört. Von 2005 bis zu seinem Ausscheiden aus dem aktiven Dienst war er zudem geschäftsführender Direktor des Seminars für Verwaltungslehre an der Universität Hamburg. Zehn Jahre lang (bis 2005) war er Mitglied des Hamburgischen Verfassungsgerichts. Über einen Zeitraum von insgesamt 20 Jahren, zuletzt bis zu seiner Pensionierung, war er Vorsitzender der Vereinigung der Hamburgischen Verwaltungsrichter und Verwaltungsrichterinnen. Insgesamt 10 Jahre lang, bis zum Jahr 2019, war er außerdem Mitglied des Beirats Verwaltungsverfahrensrecht beim Bundesminister des Innern; für mehrere Jahre hatte er zudem den Vorsitz des Beirats für Ausbildungsförderungsrecht beim Bundesministerium für Bildung und Forschung inne.
Ramsauer ist Mitherausgeber und Leiter der zentralen Schriftleitung der Zeitschrift für öffentliches Recht in Norddeutschland (NordÖR). Außerdem ist er Herausgeber und Mitautor (von der 7. bis zur 17. Auflage Alleinautor) des von Ferdinand O. Kopp begründeten Standardkommentars zum Verwaltungsverfahrensgesetz. 2010 erhielt er den Lehrpreis der Universität für die Fakultät für Rechtswissenschaft; 2011 wurde ihm vom Hamburgischen Anwaltverein der Emil-von-Sauer-Preis verliehen. Ramsauer ist verheiratet und hat eine erwachsene Tochter.

## Forschungsprojekte und -gebiete
- Allgemeines Verwaltungsrecht und Verwaltungsverfahrensrecht
- Bau-, Planungs- und Umweltrecht
- Verwaltungsrecht, Verwaltungslehre
- Twinning-Projekte (EU/OECD) zur Reform des Verwaltungsverfahrensrechts in Estland sowie in den Balkanländern Kroatien, Serbien, Albanien, Nordmazedonien, Kosovo

## Veröffentlichungen (Auswahl)
- Die faktischen Beeinträchtigungen des Eigentums, 1980
- Über den Unterschied von Inhaltsbestimmung und Schrankenbestimmung des Eigentums, DVBl 1980, 539
- Abwägung und subjektiver Rechtsschutz in Planfeststellungsverfahren, DÖV 1981, 37
- Die Rolle der Grundrechte im System der subjektiven öffentlichen Rechte, AöR 1986, 501
- Kommentierung von Art. 19 Abs. 4, Art. 80, 81, 82 GG, in: Alternativ-Kommentar zum GG, Stand 2002
- Kopp/Ramsauer (Hg.), Kommentar zum Verwaltungsverfahrensgesetz. 21. Aufl. 2020
- Ramsauer/Stallbaum (Hg), BAföG, 7. Aufl. 2019
- Ramsauer (Hg.), Hamburgische Gesetze, Loseblatt-Auswahl
- Die Assessorprüfung im Öffentlichen Recht, 7. Aufl. 2010
- Rechtsschutz durch nachvollziehende Kontrolle, in: Festschrift zum 50jährigen Bestehen des BVerwG, 2005, 699
- Mediation im Verwaltungsrecht (mit B. Holznagel), in: Haft/v. Schlieffen (Hg.), Handbuch Mediation, 3. Aufl. 2016
- Planfeststellung ohne Abwägung? NVwZ 2008, 944
- Umweltverwaltungsrecht, in: Koch/Hofmann/Reese, Handbuch Umweltrecht, 5. Aufl. 2018
- Die Dogmatik der subjektiven öffentlichen Rechte, JuS 2012, 769
- Die Dogmatik der Bestandskraft von Verwaltungsakten auf dem Prüfstand, DVBl 2020, 540
- Umweltrecht, in: Hoffmann-Riem/Koch (Hg.), Landesrecht Hamburg, 4. Aufl. 2020, 252